# Fedlimid Rechtmar
Fedlimid Rechtmar, anche Feidhlimidh Reachtmhar o Feidhlim il legislatore (fl. II secolo), figlio di Tuathal Teachtmhar, è stato un leggendario re supremo irlandese del II secolo. Il suo epiteto viene da molte sagge leggi da lui emanate durante il suo regno.

## Biografia
Prese il potere detronizzando Mal, che aveva ucciso il padre di Fedlimid. Istituì molte leggi simili alla legge del taglione. Morì nel sonno dopo nove anni di regno. Gli viene attribuito il complesso di strade costruite attorno a Tara.
Ebbe tre figli: Conn Cétchathach, Eochaidh Finn e Fiacha Suighde.